# Ecodonia minutaria
Ecodonia minutaria är en fjärilsart som beskrevs av John Henry Leech 1897. Ecodonia minutaria ingår i släktet Ecodonia och familjen mätare. Inga underarter finns listade i Catalogue of Life.